# George Ogăraru
George Ogăraru (*Bucarest, Rumania, 3 de febrero de 1980), futbolista rumano. Juega de Defensa y su actual equipo es el FC Sion del Challenge League.
George Ogăraru es un futbolista rumano, juega habitualmente de lateral derecho aunque con Rumania y en numerosas ocasiones en el Ajax ha desempeñado la función de central. Ogăraru ha desarrollado su carrera deportiva entre Rumania y Holanda, debutó en el Steaua Bucarest, después fue cedido dos años consecutivos, uno al FCM Resita y otro al FC Otetul Galati, tras el paso por estos conjuntos regresó al Steaua donde disputó cuatro temporadas, rindiendo a un alto nivel (las dos últimas espectaculares) lo que le llevó a ser convocado por primera vez por la selección absoluta de su país Rumania.
Ese mismo año el Ajax de Ámsterdam llamó a su puerta y firmó por dos temporadas con el conjunto holandés, donde ha disputado hasta el momento 56 partidos en dos temporadas, habiendo jugado la UEFA, y siendo incluido en 2008 en el once ideal de dicha competición.

## Selección nacional
Ha sido internacional con la Selección nacional de fútbol de Rumania, ha jugado 11 partidos internacionales.

## Clubes
| Club             | País    | Año       |
| ---------------- | ------- | --------- |
| Steaua Bucarest  | Rumania | 1998-2000 |
| FCM Reșița       | Rumania | 2000-2001 |
| FC Oțelul Galați | Rumania | 2001-2002 |
| Steaua Bucarest  | Rumania | 2002-2006 |
| AFC Ajax         | Holanda | 2006-2008 |
| Steaua Bucarest  | Rumania | 2008-2009 |
| AFC Ajax         | Holanda | 2009-2010 |
| FC Sion          | Suiza   | 2010-     |

## Palmarés

### Campeonatos nacionales
| Título               | Club            | País    | Año  |
| -------------------- | --------------- | ------- | ---- |
| Copa de Rumania      | Steaua Bucarest | Rumania | 1999 |
| Liga I               | Steaua Bucarest | Rumania | 2005 |
| Liga I               | Steaua Bucarest | Rumania | 2006 |
| Supercopa de Holanda | AFC Ajax        | Holanda | 2007 |
| Copa de Holanda      | AFC Ajax        | Holanda | 2007 |
| Supercopa de Holanda | AFC Ajax        | Holanda | 2008 |
| Copa Suiza           | FC Sion         | Suiza   | 2011 |